# العجمي (الباب)
العجمي  قرية سوريّة تتبع إداريّاً لمحافظة حلب منطقة الباب ناحية عريمة، بلغ تعداد سكانها 385 نسمة حسب التعداد السكاني لعام 2004.